# Una meravigliosa stagione fallimentare
(Tagline del film.)
Una meravigliosa stagione fallimentare è un film del 2015 diretto da Mario Bucci.
Il film racconta dall'interno le vicende calcistiche del Bari durante il campionato di Serie B 2013-2014.

## Trama
Bari, estate 2013. In una città inquinata dallo scandalo calcioscommesse del 2011, la squadra di calcio locale si prepara ad una nuova stagione di Serie B in una situazione economica altamente precaria. I proprietari, la famiglia Matarrese, si sono tirati indietro, e la squadra viene autogestita dai dirigenti.
A peggiorar le cose, Carmine Gautieri, nuovo allenatore della squadra, rinuncia all'incarico appena dopo esser rientrato con la squadra dal ritiro estivo pre-stagionale. Da lì, un pool di tecnici composto da Roberto Alberti, Nunzio Zavettieri e Giovanni Loseto accettano di farsi carico della squadra e di mettersi alla guida di un gruppo giovane, ma allo stesso tempo giudicato da taluni acerbo.
La stagione non inizia nel migliore dei modi: la squadra è discontinua nei risultati, si trova sempre a galleggiare attorno alla zona retrocessione e la società, sempre per motivi economici, non ha neanche aperto la campagna abbonamenti, facendo registrare una media di circa 1.000 spettatori a partita contro una capienza dello stadio San Nicola di quasi 60.000 posti.
Dopo una serie di diatribe legali dovute ai mancati pagamenti, che hanno portato alla squadra 4 punti di penalizzazione in classifica e al pignoramento del cartellino di Cristian Galano, il 10 marzo 2014 la società dichiara il fallimento presso il Tribunale di Bari.
Con lo spettro della Serie D (se non addirittura dell'Eccellenza) all'orizzonte, senza stipendi e con un'asta fallimentare in programma, la tifoseria del Bari accorre in massa allo stadio a sostenere la squadra, che spinta dalla forza del pubblico, riesce contro ogni pronostico a scalare la classifica e a mettere su una serie di vittorie tale da permettere alla squadra di disputare i play-off per la promozione in Serie A.
Nel frattempo, la terza asta fallimentare ha visto l'ex arbitro di calcio Gianluca Paparesta diventare il nuovo proprietario della società, riuscendo così a salvaguardare la categoria e dando un futuro al club dopo 106 anni di storia.
Risolti i problemi societari, l'obiettivo è centrare una storica e insperata Serie A. I playoff per la squadra iniziano bene, con i galletti che battono il Crotone allo stadio Ezio Scida per 3-0 e che passano in semifinale. Ad attenderli c'è il Latina, terzo classificato in campionato, che con due pareggi (entrambi per 2-2) riuscirà a portarsi a casa la finale playoff, ponendo la parola "fine" alla favola biancorossa.
Il film si conclude con i giocatori del Bari nella Curva Nord dello stadio San Nicola, armati di sciarpe e di striscioni, che omaggiano i tifosi cantando il coro-simbolo di quella cavalcata ed esponendo uno striscione che recita: "La Bari siete voi".

## Tecnica di ripresa
La tecnica utilizzata per girare la pellicola è quella del docufilm, che alterna interviste e narrazione dei fatti a scene scritte girate appositamente per dovere di trama.

## Cast
Il cast vede quasi tutti i personaggi del film nel ruolo di sé stessi. Ai calciatori, ai dirigenti e ai giornalisti, fanno eccezione Carlo Valli, narratore e voce fuori campo (del voice over scritto da Fabio Fanelli), Onofrio Vittorio, che interpreta il presentatore Jair, e Vittoria Sallustro, che interpreta la bambina che rappresenta la personificazione del tifo barese.

## Distribuzione ed incassi
Il trailer del film viene pubblicato il 23 dicembre 2014 su YouTube.
Il film esordisce nelle sale cinematografiche pugliesi il 29 gennaio 2015, incassando circa 40.000 € nella prima settimana e facendo registrare la media sala più alta d'Italia per i film usciti nel 2015: 726 persone per proiezione.
Il film è disponibile su Prime Video.

## Riconoscimenti
- 2015 - Festival 11mm di Berlino
  - Best european football film
- 2015 - FICE
  - Menzione Speciale - Premio del Pubblico
- 2015 - Italian Sport Awards
  - Miglior film sportivo dell'anno
- 2015 - Sport Film Festival di Palermo
  - Miglior Lungometraggio
- 2018 - OFFside - Football Film Festival di Milano
  - Miglior Lungometraggio